# La plaça de San Marco de Venècia vers la basílica
La plaça de San Marco de Venècia vers la basílica és una pintura a l'oli realitzada per Canaletto abans del 1723 i actualment està al Museu Thyssen-Bornemisza de Madrid.
Juntament amb El Canal Gran des del campo San Vio, que es troba al mateix museu, formava part d'un grup de quatre procedent de la col·lecció Liechtenstein. Les altres dues, que representen El Canal Gran del palau Balbi a Ca' Foscari i El canal dels Mendicanti, van ser adquirides per l'Ajuntament de Venècia el 1983 per al Museo del Settecento Veneziano de Ca' Rezzonico.
L'extraordinari conjunt que formen totes quatre obres pertany al començament del vedutismo de Canaletto, que irromp en l'escenari venecià proposant per primer cop una visió global de la ciutat.
Quan van arribar a la galeria de Liechtenstein aquests quadres encara no s'ha acabat de resoldre. Segons Alessandro Bettagno (1982, p. 56-57 i 79-80) la sèrie probablement va ser adquirida pel príncep i col·leccionista Joseph Wenzel von Liechtenstein per mitjà de l'expert venecià Anton Maria Zanetti el vell. Bettagno apuntava la hipòtesi que aquesta adquisició es va produir als anys trenta, juntament amb la d'un grup de nou teles més de Canaletto -de dimensions inferiors i que podem datar per l'estil a la segona meitat del quart decenni-, abans pertanyents a la col·lecció de Liechtenstein.
Lionello Puppi fixava l'execució de l'obra al voltant de 1723, segons l'estat de les obres de pavimentació de la plaça. Puppi assenyala que les obres no són documentades a la col·lecció de Liechtenstein fins al 1927, mentre que no consten ni al catàleg de la col·lecció de 1767 ni al de 1780, i l'estudiós arribava a la convincent conclusió que les teles no van arribar a la galeria fins després del 1780.